# IC 1158
IC 1158 ist eine Balken-Spiralgalaxie vom Hubble-Typ SBc im Sternbild Schlange nördlich des Himmelsäquators, die schätzungsweise 88 Millionen Lichtjahre von der Milchstraße entfernt ist.
Das Objekt wurde am 17. Juli 1890 von Lewis Swift entdeckt.